# Adiantum comorense
Adiantum comorense là một loài thực vật có mạch trong họ Adiantaceae. Loài này được (Tardieu) Verdc. miêu tả khoa học đầu tiên năm 1991.